# Казах адебієті
Казах адебієті (каз. «Қазақ әдебиеті» — «Казахська література») — казахська літературна газета, орган Спілки письменників Казахстану. Видається в Алмати від 1934 року. Поряд із журналами «Простор» і «Жулдиз», є одним з трьох казахстанських «літературних китів».

## Інформація про видання
Газета «Казах адебієті» видає Спілка письменників Казахстану. Видання присвячене казахській літературі та мистецтву. На сторінках «Казах адебієті» публікуються класичні і сучасні літературні твори казахських авторів, переклади класиків світової літератури казахською мовою, а також літературознавчі та критичні статті. Крім того, газета висвітлює питання мовознавства, освіти, політики тощо.
Газета виходить 1 раз на тиждень у п'ятницю у форматі A3 на 24 аркушах. Тираж — 14799 примірників. Адреса редакції: Алмати, проспект Абилай хана, 105, 3 поверх.

## Історія
Виникнення казахської щотижневої літературної газети стало важливою подією в культурному житті Казахської РСР. Біля її витоків стояли такі класики казахської літератури, як Сакен Сейфуллін, Ільяс Жансугуров, Беїмбет Майлін, Мухтар Ауезов, Сабіт Муканов, Абдільда Тажибаєв. Новому виданню надавали підтримку видатні державні і громадські діячі: Джанайдар Садвакасов, Ураз Джандосов, Темірбек Жургенов та ін. Першим редактором «Казах адебієті» став відомий письменник Габіт Мусрепов. Перший номер газети вийшов 10 січня 1934 року.
Перші кілька років періодичність газети постійно змінювалася, а в січні 1940 року видання і зовсім припинилося. «Казах адебієті» знову почала виходити в січні 1955 року, після початку освоєння цілинних земель. Першим редактором відновленої газети став поет Сирбай Мауленов. При ньому була організована щотижнева періодичність, яка зберігається донині.
1956 року в газеті було опубліковано низку статей про казахську мову та культуру, в яких керівництво Казахської РСР відзначило ознаки націоналістичної ідеології. У зв'язку з цим ЦК КП Казахстану 10 грудня 1956 року прийняв постанову «Про помилки в газеті „Казахська література“», а на Мауленова, як на головного редактора, було накладено дисциплінарне стягнення. Однак роботу газети не було перервано.
З «Казах адебієті» співпрацювали такі письменники та журналісти, як Абіш Кекілбаєв і Ахат Імантаюли Жаксибаєв. На її сторінках публікувалися статті Каниша Сатпаєва, Калібека Куанишпаєва, Алькея Маргулана, Серали Кожамкулова та інших діячів науки і культури.
1984 року газету нагороджено орденом Дружби народів з формулюванням «за плідну роботу з розвитку національної літератури й активної участі в освіті трудящих».
Після розпаду СРСР газета продовжила роботу як орган центральної письменницької організації незалежного Казахстану.

## Головні редактори
- Січень — липень 1934 — Габіт Мусрепов.
- Липень 1934 — березень 1935 —  Беїмбет Майлін.
- Березень 1935 — жовтень 1936 — Сабіт Муканов[К 1].
- Листопад 1936 — липень 1937 — Беїмбет Майлін[К 2].
- Грудень 1937 — квітень 1938 — Аскар Токмагамбетов.
- Січень 1940 — Альжаппар Абішев[К 3].
- Січень 1955 — березень 1957 — Сирбай Мауленов.
- Березень 1957 — вересень 1958 — Іслам Жарилгапов.
- Жовтень 1958 — березень 1959 — Абдільда Тажибаєв.
- Квітень 1959 — листопад 1960 — Зейнолла Кабдолов.
- Грудень 1960 — липень 1961 — Жумагалі Саїн.
- Серпень 1961 — березень 1963 — Жумагалі Ісмагулов.
- Квітень — жовтень 1963 — Абен Сатибалдієв.
- Листопад 1963 — травень 1965 — Азілхан Нуршаїхов.
- Май 1965 — березень 1967 — Капан Сатибалдін.
- Квітень 1967 — серпень 1969 — Нигмет Габдуллін.
- Серпень 1969 — лютий 1970 — Сакен Жунусов[К 4].
- Серпень 1970 — березень 1973 — Ануар Алімжанов.
- Березень 1973 — квітень 1977 — Сирбай Мауленов.
- Квітень 1977 — жовтень 1980 — Саїн Муратбеков.
- Жовтень 1980 — листопад 1989 — Шерхан Муртаза.
- Листопад 1989 — жовтень 1991 — Толен Абдіков.
- Жовтень 1991 — травень 1993 — Оралхан Бокеєв.
- Липень 1993 — листопад 1997 —  Ахат Жаксибаєв.
- Грудень 1997 — червень 1999 — Жумабай Кенжалін.
- Червень 1999 — травень 2002 — Жусіпбек Коргасбек.
- Май 2002 — лютий 2008 р — Улугбек Єсдаулетов.
- Лютий 2008 — серпень 2017 — Жумабай Шаштаюли.
- Август 2017 — липень 2018 — Жанарбек Ашімжанов.
- З липня 2018 року — Даурен Куат.